# 帕拉耶姆
帕拉耶姆（Palayam），是印度泰米尔纳德邦Dindigul县的一个城镇。总人口14096（2001年）。

## 人口
该地2001年总人口14096人，其中男性7165人，女性6931人；0—6岁人口1732人，其中男875人，女857人；识字率45.35%，其中男性为54.88%，女性为35.49%。